# Apsheronskiy Proliv
Apsheronskiy Proliv är ett sund i Azerbajdzjan.   Det ligger i distriktet Baku, i den östra delen av landet, 40 kilometer öster om huvudstaden Baku.
Trakten runt Apsheronskiy Proliv består i huvudsak av gräsmarker.